# سعد النعماني
محمد النعماني (1980 -) هو قارئ القرآن باكستاني.

## حياته
كلية القرآن الكريم والحديث والدراسات العليا الشرعية الإسلامية بجامعة دار العلوم الإسلامية بكراتشي. (1426هـ)
حفظ القرآن الكريم على الشيخ المقرئ / أبي أسامة محمد رفيق

## مسيرته
محمد سعد بن شاهد بن خليل النعماني هو المقرئ معجزة القرآن في العالم الإسلامي الذي هو معروف بقدرته الفريدة على تقديم تلاوة من القرآن الكريم بطريقة من المقرئين كثيرة في العالم شهرة. النعماني يستطيع قراءة القرآن بأساليب متعددة ومتنوعة تتعدى ثمانين قارئا. له شغف وباع طويل في تحسين تلاوة كتاب الله الكريم بأصوات حسنة مطابقة تماماً بأصوات وأساليب أئمة الحرمين الشريفين والقراء المعروفين المعاصرين.
o	رئيس قسم القراءات والتجويد بمدرسة مصعب بن عمير بجدة وقرأ عليه القرآن الكريم كاملاً برواية حفص عن عاصم من طريق الشاطبية. (1415هـ)
o	المشرف العام على مدرسة الإمام ابن كثير وقرأ عليه القرآن الكريم كاملاً برواية حفص عن عاصم من طريق الشاطبية وأخذ منه الإجازة. (1419هـ)

### الإجازات في القرآن
1-	الشيخ المقرئ / محمد عبد الماجد ذاكر
إمام وخطيب بجامع حوطة الملك خالد بن عبد العزيز آل سعود وكبير المدرسين بجمعية الخيرية لتحفيظ القرآن الكريم بمدينة الرياض. (1427هـ)
2-	الشيخ المقرئ / احتشام الحق بن نور الحسن 
مدرس القراءات العشر بحلقات ابن الجوزي لتحفيظ القرآن الكريم بشبرا والإمام بجامع سلمان الفارسي بمدينة الرياض. (1427هـ)

### مشاركاته في اللجان والهيئات العلمية
• مدرس في الحرم النبوي الشريف بالمدينة المنورة.
•	مؤسس معهد الشيخ سعد النعماني للقرآن الكريم و في كراتشي باكستان.
•	رئيس اللجنة العلمية لمراجعة المصف الشريف والكتب الإسلامية في كراتشي.
•	رئيس قسم التجويد بأكاديمية الروضة بلندن.
•	رئيس قسم القرآن الكريم بأكاديمية اقراء أستراليا.
•	المشرف العام على المقرأ الإلكترونية (www.QuranLive.com) سابقا
•	مدير دار الكتب النعمانية للطباعة والنشر في كراتشي.
•	المستشار التعليمي بمعهد زكريا الإسلامي في بريطانيا.(سابقاً)
•	عضو لجنة التحكيم مسابقة أولاد آدم لمسابقة القرآن الكريم وتجويده في مسقط سلطنة عمان
•	عضو لجنة التحكيم الدولية لمسابقة القرآن الكريم وتجويده بكندا (أمريكا الشمالية).
•	عضو لجنة الإشراف على تسجيل المصحف الشريف بقناة الفضائية ARY.(سابقاً)
•	مساعد أستاذ بحلقات ابن الجوزي لتحفيظ القرآن الكريم بشبرا بالرياض. (سابقاً)
•	مساعد أستاذ بمدرسة دار القرآن الكريم بالمدينة المنورة. (سابقاً)
•	مساعد أستاذ بمدرسة مصعب بن عمير بجدة. (سابقاً)
•	مشارك أستاذ بمدرسة الإمام ابن كثير بالمدينة المنورة. (سابقاً)